# Central (Carolina do Sul)
Central é uma cidade  localizada no estado norte-americano de Carolina do Sul, no Condado de Pickens.

## Demografia
Segundo o censo norte-americano de 2020, a sua população era de 5 296 habitantes.
Em 2006, foi estimada uma população de 4 085, um aumento de 563 (16.0%).

## Geografia
De acordo com o United States Census Bureau tem uma área de
6,2 km², dos quais 6,2 km² cobertos por terra e 0,0 km² cobertos por água.

## Localidades na vizinhança
O diagrama seguinte representa as localidades num raio de 12 km ao redor de Central.